# Distilare azeotropă
În chimie, distilarea azeotropă face referire la tehnicile utilizate pentru a separa un azeotrop prin distilare. În ingineria chimică, distilarea azeotropă se referă de obicei la tehnica specifică de adăugare a unui alt component pentru a genera un nou azeotrop cu punct de fierbere mai scăzut, care este eterogen (de exemplu, producerea a două faze lichide nemiscibile), cum ar fi de exemplu adăugarea de benzen la apă și etanol. Această practică de adăugare a unui component antrenant care formează o fază separată este un subansamblu specific de metode de distilare azeotropică (industrială). În anumite sensuri, adăugarea unui antrenant este similară cu distilarea extractivă.